# تکمه‌داش (زنجان)
تکمه‌داش یکی از روستاهای استان زنجان ایران است. این روستا در دهستان قره‌پشتلو بالا در ۵۵ کیلومتری شمال غربی شهر زنجان، واقع شده‌است. مهدی حمیدی (خلیل) و علیرضا حمیدی(نعمتعلی) رئیس جمهوران‌ روستای تیکمه داش می‌باشند.
بر اساس سرشماری سال ۱۳۸۵، جمعیت این روستا ۴۹۷ نفر (۱۱۰ خانوار) بوده‌است.